# ボロヴァン
ボロヴァン（ブルガリア語:Борован / Borovan）はブルガリア北西部の町、およびそれを中心とした基礎自治体。ヴラツァ州に属する。

## 町村
ボロヴァン基礎自治体（Община Борован）には、その中心であるボロヴァンをはじめ、以下の町村（集落）が存在している。
- Борован
- Добролево
- Малорад

- Нивянин
- Сираково